# Ramona Forchini
Ramona Forchini (* 14. Juni 1994) ist eine  Schweizer Radsportlerin aus dem Toggenburg.  

## Sportliche Laufbahn
2010 und 2012 wurde Ramona Forchini Schweizer Junioren-Meisterin im Strassenrennen und belegte im selben Jahr bei den Strassenweltmeisterschaften Rang fünf im Einzelzeitfahren der Juniorinnen. Im Jahr darauf errang sie bei den Mountainbike-Europameisterschaften die Bronzemedaille in der Disziplin XCE. 2014 holte sie erneut eine Bronzemedaille, nun jedoch bei den Strassen-Europameisterschaften der U23 im Einzelzeitfahren. 2015 wurde sie  U23-Weltmeisterin (U23) in der Disziplin XCO. Bei den Mountainbike-Weltmeisterschaften 2016 wurde sie im XCE hinter ihren Landsmänninnen Linda Indergand und Kathrin Stirnemann Dritte.
2017 empfahl sich Forchini aufgrund ihrer Leistungen an der Strassenrundfahrt Tour d’Ardèche (Maillot blanc und Maillot rouge) zur Teilnahme an den Strassenweltmeisterschaften im norwegischen Bergen. Im Einzelzeitfahren wurde sie 26. und im Strassenrennen 44. Im Februar 2019 gewann sie in Oropesa del Mar die viertägige Mountainbike-Etappenfahrt Mediterranean Epic. Diesen Erfolg konnte sie 2020 und 2022 wiederholen. 2020 errang sie bei den UCI-Mountainbike-Marathon-Weltmeisterschaften im türkischen Sakarya die Goldmedaille. 2022 wurde sie mit dem Schweizer Team Weltmeisterin in der Cross-Country Mixed-Staffel (XCR).

## Erfolge

### Mountainbike
2011
- Weltcup U19

2012
- Schweizer Meisterschaft U19

2013
- Europameisterschaft – Cross Country Eliminator (XCE)

2015
- Weltmeisterin (U23) – Cross Country (XC)
- Weltcup U23

2016
- Weltmeisterschaft – Cross Country Eliminator (XCE)

2019
- Europameisterin – Cross Country Eliminator (XCE)

2020
- Weltmeisterin – Marathon (XCM)

2022
- Weltmeisterin – Cross-Country Mixed-Staffel (XCR)

2024
- Europameisterschaften – Cross-Country Mixed-Staffel (XCR)

### Strasse
2010
- Schweizer Junioren-Meisterin – Strassenrennen

2012
- Schweizer Junioren-Meisterin – Strassenrennen

2014
- Europameisterschaft (U23) – Einzelzeitfahren